# Party Never Ends
Party Never Ends is het derde studioalbum van de Roemeense zangeres Inna uitgebracht op 25 maart 2013. Het album is wederom geproduceerd door Play & Win. Muzikaal lijkt het album op haar vorige albums, maar hebben een meer vier-op-de-vloer stijl van muziek, samen met dancepop en housemuziek. Ondanks het ontvangen van gunstige beoordelingen van muziek critici, heeft het album niet zo goed presteren op de hitlijsten, met name als gevolg van het alleen wordt uitgebracht in bepaalde landen. Het album was aanleiding tot zeven singles, de meest succesvolle zijn "Tu şi eu", die piekte op nummer vijf op de Roemeense Top 100.

## Tracklist
| 1.                 | In Your Eyes                               | Steve Mac, Ina Wroldsen                                                        | 2:48 |
| 2.                 | We Like to Party                           | Inna, Wroldsen, Wayne Hector                                                   | 3:50 |
| 3.                 | More than Friends (Featuring Daddy Yankee) | Thomas Troelsen & R. Ayala                                                     | 3:57 |
| 4.                 | Fall in Love/Lie                           | Inna, Penny Foster, Kingsley Brown, Andrei Prodan, Claudiu Ursache             | 3:57 |
| 5.                 | Shining Star                               | Barac, Botezan, Bolfea, Andy Sherman, Dorothy Sherman, Leon Sherman            | 3:00 |
| 6.                 | Take Me Down to Mexico                     | Emile Ghantous, Aimée Proal, Sameer Agrawal, Keith Hetrick                     | 4:08 |
| 7.                 | Famous                                     | Ameerah Roelants, Inna, Jeremy Skaller, Khaled Rohaim                          | 3:32 |
| 8.                 | Take It Off                                | Lucas Secon, Don McLean, Remee                                                 | 3:31 |
| 9.                 | Tonight                                    | DJ Smash , DJ Antoin, Fabio Antoniali, Secon, Pablo Rodriguez, Thomas Troelsen | 3:43 |
| 10.                | J'Adore                                    | Inna, Wroldsen & Play & Win                                                    | 3:16 |
| 11.                | Caliente                                   | Inna, Barac, Botezan, Bolfea                                                   | 3:21 |
| 12.                | Crazy Sexy Wild                            | Inna, Barac, Botezan, Bolfea, GoodWill & MGI, Kimberly Cole                    | 3:06 |
| 13.                | Inndia (Featuring Play & Win)              | Inna, Barac, Botezan, Bolfea, Jodie Connor                                     | 3:35 |
| 14.                | OK                                         | Inna, Barac, Botezan, Bolfea,                                                  | 4:19 |
| 15.                | Live Your Life                             | Inna, Barac, Botezan, Bolfea, Yasmin                                           | 3:09 |
| 16.                | Party Never Ends                           | Barac, Botezan, Bolfea, Andy Sherman, Dorothy Sherman, Leon Sherman            | 3:18 |
| Totale duur: 55:02 |                                            |                                                                                |      |

| 1.                 | In Your Eyes                               | Steve Mac, Ina Wroldsen                                                        | Steve Mac                                      | 2:48 |
| 2.                 | We Like to Party                           | Inna, Wroldsen, Wayne Hector                                                   | Play & Win                                     | 3:50 |
| 3.                 | More than Friends (Featuring Daddy Yankee) | Thomas Troelsen & R. Ayala                                                     | DJ Frank E                                     | 3:57 |
| 4.                 | Fall in Love/Lie                           | Inna, Penny Foster, Kingsley Brown, Andrei Prodan, Claudiu Ursache             | Vlad Lucan                                     | 3:57 |
| 5.                 | Shining Star                               | Barac, Botezan, Bolfea, Andy Sherman, Dorothy Sherman, Leon Sherman            | Play & Win, Shermanology                       | 3:00 |
| 6.                 | Take Me Down to Mexico                     | Emile Ghantous, Aimée Proal, Sameer Agrawal, Keith Hetrick                     | Emile Ghantous for The Insomniax, and Blackjak | 4:08 |
| 7.                 | Famous                                     | Ameerah Roelants, Inna, Jeremy Skaller, Khaled Rohaim                          |                                                | 3:32 |
| 8.                 | Take It Off                                | Lucas Secon, Don McLean, Remee                                                 | Lucas Secon                                    | 3:31 |
| 9.                 | Tonight                                    | DJ Smash, DJ Antoine, Fabio Antoniali, Secon, Pablo Rodriguez, Thomas Troelsen | Secon, Pete Hofmann                            | 3:43 |
| 10.                | J'Adore                                    | Inna, Wroldsen & Play & Win                                                    | Play & Win                                     | 3:16 |
| 11.                | Caliente                                   | Inna, Barac, Botezan, Bolfea                                                   | Play & Win                                     | 3:21 |
| 12.                | Crazy Sexy Wild                            | Inna, Barac, Botezan, Bolfea, GoodWill & MGI, Kimberly Cole                    | Play & Win                                     | 3:06 |
| 13.                | Inndia (Featuring Play & Win)              | Inna, Barac, Botezan, Bolfea, Jodie Connor                                     | Play & Win                                     | 3:35 |
| 14.                | OK                                         | Inna, Barac, Botezan, Bolfea,                                                  | Play & Win                                     | 4:19 |
| 15.                | Live Your Life                             | Inna, Barac, Botezan, Bolfea, Yasmin                                           | Play & Win                                     | 3:09 |
| 16.                | Party Never Ends                           | Barac, Botezan, Bolfea, Andy Sherman, Dorothy Sherman, Leon Sherman            | Play & Win, Shermanology                       | 3:18 |
| 17.                | Be My Lover                                |                                                                                | Afrojack & METI                                | 3:34 |
| 18.                | World of Love                              | Thomas Troelsen                                                                | Mark Sixma                                     | 3:46 |
| 19.                | I Like You                                 | Barac, Botezan, Bolfea                                                         | METI                                           | 3:16 |
| 20.                | Dame tu Amor (Featuring Reik)              |                                                                                |                                                | 3:16 |
| 21.                | Alright                                    | Inna, Barac, Botezan, Bolfea                                                   | Play & Win                                     | 4:30 |
| 22.                | Crazy Sexy Wild                            | Inna, Barac, Botezan, Bolfea, Rappaport, Lanz, Kimberly Cole                   | Play & Win                                     | 3:06 |
| 23.                | Light Up (Featuring Reik)                  |                                                                                |                                                | 3:16 |
| Totale duur: 78:54 |                                            |                                                                                |                                                |      |

| 1.                 | In Your Eyes                               | Steve Mac, Ina Wroldsen                                                        | Steve Mac                                      | 2:48 |
| 2.                 | We Like to Party                           | Inna, Wroldsen, Wayne Hector                                                   | Play & Win                                     | 3:50 |
| 3.                 | More than Friends (Featuring Daddy Yankee) | Thomas Troelsen & R. Ayala                                                     | DJ Frank E                                     | 3:57 |
| 4.                 | Fall in Love/Lie                           | Inna, Penny Foster, Kingsley Brown, Andrei Prodan, Claudiu Ursache             | Vlad Lucan                                     | 3:57 |
| 5.                 | Shining Star                               | Barac, Botezan, Bolfea, Andy Sherman, Dorothy Sherman, Leon Sherman            | Play & Win, Shermanology                       | 3:00 |
| 6.                 | Take Me Down to Mexico                     | Emile Ghantous, Aimée Proal, Sameer Agrawal, Keith Hetrick                     | Emile Ghantous for The Insomniax, and Blackjak | 4:08 |
| 7.                 | Famous                                     | Ameerah Roelants, Inna, Jeremy Skaller, Khaled Rohaim                          |                                                | 3:32 |
| 8.                 | Take It Off                                | Lucas Secon, Don McLean, Remee                                                 | Lucas Secon                                    | 3:31 |
| 9.                 | Tonight                                    | DJ Smash, DJ Antoine, Fabio Antoniali, Secon, Pablo Rodriguez, Thomas Troelsen | Secon, Pete Hofmann                            | 3:43 |
| 10.                | J'Adore                                    | Inna, Wroldsen, & Play & Win                                                   | Play & Win                                     | 3:16 |
| 11.                | Caliente                                   | Inna, Barac, Botezan, Bolfea                                                   | Play & Win                                     | 3:21 |
| 12.                | Crazy Sexy Wild                            | Inna, Barac, Botezan, Bolfea, GoodWill & MGI, Kimberly Cole                    | Play & Win                                     | 3:06 |
| 13.                | Inndia (Featuring Play & Win)              | Inna, Barac, Botezan, Bolfea, Jodie Connor                                     | Play & Win                                     | 3:35 |
| 14.                | OK                                         | Inna, Barac, Botezan, Bolfea,                                                  | Play & Win                                     | 4:19 |
| 15.                | Live Your Life                             | Inna, Barac, Botezan, Bolfea, Yasmin                                           | Play & Win                                     | 3:09 |
| 16.                | Party Never Ends                           | Barac, Botezan, Bolfea, Andy Sherman, Dorothy Sherman, Leon Sherman            | Play & Win, Shermanology                       | 3:18 |
| 17.                | Be My Lover                                |                                                                                | Afrojack & METI                                | 3:34 |
| 18.                | World of Love                              | Thomas Troelsen                                                                | Mark Sixma                                     | 3:46 |
| 19.                | I Like You                                 | Barac, Botezan, Bolfea                                                         | METI                                           | 3:16 |
| 20.                | Dame tu Amor (Featuring Reik)              |                                                                                |                                                | 3:16 |
| 21.                | Alright                                    | Inna, Barac, Botezan, Bolfea                                                   | Play & Win                                     | 4:30 |
| 22.                | Crazy Sexy Wild                            | Inna, Barac, Botezan, Bolfea, Rappaport, Lanz, Kimberly Cole                   | Play & Win                                     | 3:06 |
| 23.                | P.O.H.U.I. (Carla's Dreams Featuring Inna) |                                                                                |                                                | 3:54 |
| 24.                | Spre mare                                  |                                                                                |                                                | 3:27 |
| 25.                | Light Up (Featuring Reik)                  |                                                                                |                                                | 3:16 |
| Totale duur: 78:54 |                                            |                                                                                |                                                |      |

| Nr. | Titel                                                             | Schrijver(s)                                                                   | Producer(s)                                    | Duur |
| --- | ----------------------------------------------------------------- | ------------------------------------------------------------------------------ | ---------------------------------------------- | ---- |
| 1.  | Boom Boom (Brian Cross Featuring Inna) (Extended Version)         | Brian Cross                                                                    | Brian Cross                                    | 3:17 |
| 2.  | In Your Eyes                                                      | Steve Mac, Ina Wroldsen                                                        | Steve Mac                                      | 2:48 |
| 3.  | We Like to Party                                                  | Inna, Wroldsen, Wayne Hector                                                   | Play & Win                                     | 3:50 |
| 4.  | More than Friends (Featuring Daddy Yankee)                        | Thomas Troelsen & R. Ayala                                                     | DJ Frank E                                     | 3:57 |
| 5.  | Fall in Love/Lie                                                  | Inna, Penny Foster, Kingsley Brown, Andrei Prodan, Claudiu Ursache             | Vlad Lucan                                     | 3:57 |
| 6.  | Shining Star                                                      | Barac, Botezan, Bolfea, Andy Sherman, Dorothy Sherman, Leon Sherman            | Play & Win, Shermanology                       | 3:00 |
| 7.  | Take Me Down to Mexico                                            | Emile Ghantous, Aimée Proal, Sameer Agrawal, Keith Hetrick                     | Emile Ghantous for The Insomniax, and Blackjak | 4:08 |
| 8.  | Famous                                                            | Ameerah Roelants, Inna, Jeremy Skaller, Khaled Rohaim                          |                                                | 3:32 |
| 9.  | Take It Off                                                       | Lucas Secon, Don McLean, Remee                                                 | Lucas Secon                                    | 3:31 |
| 10. | Tonight                                                           | DJ Smash, DJ Antoine, Fabio Antoniali, Secon, Pablo Rodriguez, Thomas Troelsen | Secon, Pete Hofmann                            | 3:43 |
| 11. | J'Adore                                                           | Inna, Wroldsen, Play & Win                                                     | Play & Win                                     | 3:16 |
| 12. | Caliente                                                          | Inna, Barac, Botezan, Bolfea                                                   | Play & Win                                     | 3:21 |
| 13. | Crazy Sexy Wild                                                   | Inna, Barac, Botezan, Bolfea, GoodWill & MGI, Kimberly Cole                    | Play & Win                                     | 3:06 |
| 14. | Inndia (Featuring Play & Win)                                     | Inna, Barac, Botezan, Bolfea                                                   | Play & Win                                     | 3:35 |
| 15. | OK                                                                | Inna, Barac, Botezan, Bolfea,                                                  | Play & Win                                     | 4:19 |
| 16. | Live Your Life                                                    | Inna, Barac, Botezan, Bolfea, Yasmin                                           | Play & Win                                     | 3:09 |
| 17. | Party Never Ends                                                  | Barac, Botezan, Bolfea, Andy Sherman, Dorothy Sherman, Leon Sherman            | Play & Win, Shermanology                       | 3:18 |
| 18. | Club Rocker (Featuring Flo Rida)                                  | Barac, Bolfea, Botezan                                                         | Play & Win                                     | 3:34 |
| 19. | Crazy Sexy Wild (Willy Sanjuan EMPO Wild Remix)                   | Inna, Barac, Botezan, Bolfea, Rappaport, Lanz, Cole                            | Play & Win                                     | 6:38 |
| 20. | OK (Beenie Becker Remix)                                          | Inna, Barac, Botezan, Bolfea                                                   | Play & Win                                     | 5:08 |
| 21. | Be My Lover                                                       |                                                                                | Afrojack & METI                                | 3:34 |
| 22. | World of Love                                                     | Thomas Troelsen                                                                | Mark Sixma                                     | 3:46 |
| 23. | I Like You                                                        | Barac, Botezan, Bolfea                                                         | METI                                           | 3:16 |
| 24. | Dame tu Amor (Featuring Reik)                                     |                                                                                |                                                | 3:16 |
| 25. | Alright                                                           | Inna, Barac, Botezan, Bolfea                                                   | Play & Win                                     | 4:30 |
| 26. | Tu şi eu                                                          | Inna, Barac, Botezan, Bolfea, Rappaport, Lanz, Kimberly Cole                   | Play & Win                                     | 3:06 |
| 27. | Light Up (Featuring Reik)                                         |                                                                                |                                                | 3:16 |
| 28. | More Than Friends (Featuring Daddy Yankee) (Adi Perez Remix Edit) |                                                                                |                                                | 4:24 |
| 29. | INNdiA (Featuring Play & Win) (Salvatore Ganacci Remix)           |                                                                                |                                                | 5:00 |
| 30. | Caliente (Protoxic Club Mix)                                      |                                                                                |                                                | 6:09 |
| 31. | Club Rocker (Club Rocker featuring Flo Rida) (Adrian Sina Remix)  |                                                                                |                                                | 4:46 |
| 32. | In Your Eyes (featuring Yandel) (Radio Edit)                      |                                                                                |                                                | 3:16 |

| Nr. | Titel                                                               | Schrijver(s)                                                                             | Producer(s)                                 | Duur |
| --- | ------------------------------------------------------------------- | ---------------------------------------------------------------------------------------- | ------------------------------------------- | ---- |
| 1.  | In Your Eyes                                                        | Steve Mac, Ina Wroldsen                                                                  | Steve Mac                                   | 2:48 |
| 2.  | We Like to Party                                                    | Inna, Wroldsen, Wayne Hector                                                             | Play & Win                                  | 3:50 |
| 3.  | More than Friends (Featuring Daddy Yankee)                          | Thomas Troelsen & R. Ayala                                                               | DJ Frank E                                  | 3:57 |
| 4.  | Fall in Love/Lie                                                    | Inna, Penny Foster, Kingsley Brown, Andrei Prodan, Claudiu Ursache                       | Vlad Lucan                                  | 3:57 |
| 5.  | Shining Star                                                        | Barac, Botezan, Bolfea, Andy Sherman, Dorothy Sherman, Leon Sherman                      | Play & Win, Shermanology                    | 3:00 |
| 6.  | Take Me Down to Mexico                                              | Emile Ghantous, Aimée Proal, Sameer Agrawal, Keith Hetrick                               | Emile Ghantous voor The Insomniax, Blackjak | 4:08 |
| 7.  | Famous                                                              | Ameerah Roelants, Inna, Jeremy Skaller, Khaled Rohaim                                    |                                             | 3:32 |
| 8.  | Take It Off                                                         | Lucas Secon, Don McLean, Remee                                                           | Lucas Secon                                 | 3:31 |
| 9.  | Tonight                                                             | Andrey Shirman, Antoine Konrad, Fabio Antoniali, Secon, Pablo Rodriguez, Thomas Troelsen | Secon, Pete Hofmann                         | 3:43 |
| 10. | J'Adore                                                             | Inna, Wroldsen, Sebastian Barac, Marcel Botezan, Radu Bolfea                             | Play & Win                                  | 3:16 |
| 11. | Crazy Sexy Wild                                                     | Inna, Barac, Botezan, Bolfea, Will Rappaport, Henri Lanz, Kimberly Cole                  | Play & Win                                  | 3:06 |
| 12. | INNdiA (Featuring Play & Win)                                       | Inna, Barac, Botezan, Bolfea, Jodie Connor                                               | Play & Win                                  | 3:35 |
| 13. | OK                                                                  | Inna, Barac, Botezan, Bolfea,                                                            | Play & Win                                  | 4:19 |
| 14. | Live Your Life                                                      | Inna, Barac, Botezan, Bolfea, Yasmin                                                     | Play & Win                                  | 3:09 |
| 15. | Party Never Ends                                                    | Barac, Botezan, Bolfea, Andy Sherman, Dorothy Sherman, Leon Sherman                      | Play & Win, Shermanology                    | 3:18 |
| 16. | Be My Lover                                                         |                                                                                          | Afrojack & METI                             | 3:34 |
| 17. | World of Love                                                       | Thomas Troelsen                                                                          | Mark Sixma                                  | 3:46 |
| 18. | I Like You                                                          | Barac, Botezan, Bolfea                                                                   | METI                                        | 3:16 |
| 19. | Dame tu Amor (Featuring Reik)                                       |                                                                                          |                                             | 3:16 |
| 20. | Alright                                                             | Inna, Barac, Botezan, Bolfea                                                             | Play & Win                                  | 4:30 |
| 21. | Tu şi eu                                                            | Inna, Barac, Botezan, Bolfea, Rappaport, Lanz, Kimberly Cole                             | Play & Win                                  | 3:06 |
| 22. | Light Up (Featuring Reik)                                           |                                                                                          |                                             | 3:16 |
| 23. | More than Friends (Featuring Daddy Yankee) (Extended Version)       | Thomas Troelsen & R. Ayala                                                               | DJ Frank E                                  | 4:52 |
| 24. | J'Adore (Extended Version)                                          | Inna, Wroldsen, Barac, Botezan, Bolfea                                                   | Play & Win                                  | 4:26 |
| 25. | INNdiA (Featuring Play & Win) (DJ Turtle Remix)                     | Inna, Barac, Botezan, Bolfea                                                             | Play & Win                                  | 5:23 |
| 26. | More Than Friends (Featuring Daddy Yankee) (Adi Perez Remix Edit)   |                                                                                          |                                             | 4:24 |
| 27. | J'Adore (Luke Jeferson Remix Edit)                                  | Inna, Wroldsen, Barac, Botezan, Bolfea                                                   | Play & Win                                  | 3:20 |
| 28. | INNdiA (Featuring Play & Win) (DJ Turtle Remix Radio Edit))         | Inna, Barac, Botezan, Bolfea                                                             | Play & Win                                  | 3:52 |
| 29. | More Than Friends (Featuring Daddy Yankee) (Odd Remix Edit)         |                                                                                          |                                             | 3:05 |
| 30. | J'Adore (DJ Turtle & Steve Lorentis Remix)                          | Inna, Wroldsen, Barac, Botezan, Bolfea                                                   | Play & Win                                  | 4:15 |
| 31. | INNdiA (Featuring Play & Win) (Tony Zampa Mix)                      | Inna, Barac, Botezan, Bolfea                                                             | Play & Win                                  | 3:13 |
| 32. | J'Adore (Nieggman Radio Edit)                                       | Inna, Wroldsen, Barac, Botezan, Bolfea                                                   | Play & Win                                  | 3:11 |
| 33. | More Than Friends (Featuring Daddy Yankee) (Odd Dubstep Remix Edit) |                                                                                          |                                             | 3:16 |
| 34. | INNdiA (Featuring Play & Win) (Fork'n'Knife Remix)                  | Inna, Barac, Botezan, Bolfea                                                             | Play & Win                                  | 5:35 |